# Opaeophora browni
Opaeophora browni är en mossdjursart som beskrevs av Moyano 1983. Opaeophora browni ingår i släktet Opaeophora och familjen Microporidae. Inga underarter finns listade i Catalogue of Life.